# Salins, Schweiz
Salins är en ort i kommunen Sion i kantonen Valais, Schweiz. Orten var före den 1 januari 2013 en egen kommun, men inkorporerades då in i kommunen Sion.